# Francesco Cetti (calciatore)
Francesco Cetti (Como, 24 dicembre 1897 – ...) è stato un calciatore italiano, di ruolo mediano.

## Carriera
Ha giocato per nove stagioni consecutive come mediano nel Como, dal primo dopoguerra al 1928, quando la squadra lariana, che si era fusa con l'Esperia, si chiamava Comense. In tutto ha disputato 103 partite di campionato e realizzato 11 reti.
Era chiamato Cetti I per non confonderlo con il fratello Antonio Cetti (Cetti II), che militò nel Como dal 1920 al 1941, e con Santo Clemente Cetti (Cetti III), che disputò con la stessa maglia le stagioni dal 1925 al 1927.